# Río Paez
Pour les articles homonymes, voir Páez.
Le río Paez est une rivière de Colombie et un affluent du fleuve le río Magdalena.

## Géographie
Le río Paez prend sa source sur le versant est de la cordillère Centrale, dans la municipalité d'Inzá (département de Cauca). Il coule ensuite vers l'est avant de rejoindre le río Magdalena près de la municipalité de Gigante (département de Huila).